# نیندورف (هامبورگ)
نیندورف (به آلمانی: Hamburg-Niendorf) یک منطقهٔ مسکونی در آلمان است که در ایمسبوتل واقع شده‌است. نیندورف ۳۹٬۶۹۰ نفر جمعیت دارد.